# Actinia rufa
Actinia rufa is een zeeanemonensoort uit de familie Actiniidae. De anemoon komt uit het geslacht Actinia. Actinia rufa werd in 1826 voor het eerst wetenschappelijk beschreven door Risso. 